# Križevska vas (gmina Dol pri Ljubljani)
Križevska vas – wieś w Słowenii, w gminie Dol pri Ljubljani. W 2018 roku liczyła 48 mieszkańców.